# Francis Mansel
Sir Francis Mansel, 1. Baronet (auch Francis Maunsell), (* um 1570; † um 1628) war ein walisischer Adliger.
Francis Mansel entstammte der alten walisischen Familie Mansel. Er war der dritte Sohn von Sir Edward Mansel und Jane Somerset, einer Tochter von Henry Somerset, 2. Earl of Worcester. Er und sein älterer Bruder Anthony Mansel heirateten Mary und Catherine Morgan, die Töchter und Erbinnen von Henry Morgan, dem Besitzer von Muddlescombe bei Kidwelly in Carmarthenshire. Damit kam Francis Mansel in den Mitbesitz des Gutes, dazu erbte seine Frau auch das Gut Llandeilo Abercywyn bei Llangynog. Von 1594 bis 1595 und von 1610 bis 1611 diente Mansel als Sheriff von Carmarthenshire. Am 14. Januar 1622 wurde er ihm der erbliche englische Adelstitel Baronet, of Muddlescombe in the County of Carmarthen, verliehen. In den 1620er Jahren kam es zu einem Streit zwischen Mansel und seinem Schwager Walter Rice, dem Herrn von Newton House, der mit über 2000 Pfund bei ihm verschuldet war. Zeitweise übernahm Mansel die Verwaltung der Besitzungen von Rice in Carmarthenshire.
Aus seiner Ehe mit Catherine Morgan hatte er mehrere Kinder, darunter:  
- Sir Walter Mansel, 2. Baronet Mansel († um 1640)
- Francis Mansell (1579–1665)
- Sir Anthony Mansel († 1643)
- Richard Mansel

Da sein Bruder Anthony und dessen Frau Mary ohne überlebende Nachkommen starben, erbte Francis Mansels ältester Sohn Walter Muddlescombe. 
Nach dem Tod seiner ersten Frau heiratete Francis Mansel Dorothy Stepney, eine Tochter von Alban Stepney und Mary Philipps aus Prendergast in Pembrokeshire. Mit ihr hatte er mindestens fünf weitere Kinder, darunter
- Edward Mansel († 1671)
- Jane Mansel
- Cicely Mansel
- John Mansel
- Rawleigh Mansel († 1674)